# أمبير روز
أمبر روز ليفونشوك (بالإنجليزية: Amber Rose)‏
هي عارضة أزياء ومغنية راب وشخصية تلفزيونية أمريكية اكتسبت أضواء الشهرة لأول مرة بعد أن لعبت دور البطولة في الفيديو الموسيقي لأغنية يونغ جيزي المنفردة لعام 2008، "Put On" والتي ظهرت فيها المغني كاني ويست. في نفس العام دخلت في علاقة رومانسية لمدة عامين حظيت بتغطية إعلامية كبيرة مع ويست، مما دفعها إلى العمل كعارضة أزياء لحملات لويس فويتون الإعلانية. في العام التالي، وقعت عقد عرض أزياء مع شركة عارضو فورد، بينما اكتسبت شهرة واسعة باعتبارها فيديو مشاكسة في العديد من مقاطع فيديو الهيب هوب.

## نشأتها
مواليد 21 أكتوبر 1983 في فيلادلفيا، الولايات المتحدة، هي ممثلة أمريكية.

## وصلات خارجية
- أمبير روز على موقع IMDb (الإنجليزية)
- أمبير روز على موقع ألو سيني (الفرنسية)
- أمبير روز على موقع ميوزك برينز (الإنجليزية)
- أمبير روز على موقع أول موفي (الإنجليزية)
- أمبير روز على موقع إن إن دي بي (الإنجليزية)
- أمبير روز على موقع ديسكوغز (الإنجليزية)
- أمبير روز على موقع قاعدة بيانات الفيلم (الإنجليزية)
- أمبير روز على موقع كينوبويسك (الروسية)